# Phyllonorycter restrictella
Phyllonorycter restrictella là một loài bướm đêm thuộc họ Gracillariidae. Nó được tìm thấy ở Québec và Hoa Kỳ (New York, Maine, Connecticut, Vermont, Pennsylvania và Michigan).
Ấu trùng ăn Castanea dentata, Fagus grandifolia và Fagus sylvatica. Chúng ăn lá nơi chúng làm tổ.